# Житомирська армійська група
Житомирська армійська група (рос. Житомирская армейская группа) — армійська група радянських військ, що існувала в період з 1938 до 1939 року на території сучасних Житомирської, Київської та Чернігівської областей.

## Історія
Житомирська армійська група сформована на виконання постанови Головної Військової ради Червоної Армії від 26 липня 1938 року на території Київського військового округу з одночасним перетворенням його в Київський Особливий військовий округ (далі КОВО).
Управління армійської групи формувалося на базі управління 8-го стрілецького корпусу в місті Житомир. Житомирська група була об'єднанням армійського типу, яке складалося із з'єднань і частин стрілецьких, танкових військ і військ забезпечення, установ і закладів, що дислокувалися на території Житомирської, Київської та Чернігівської областей.
16 вересня 1939 року Житомирська армійська група перейменована на Шепетівську армійську групу, яка увійшла до складу Українського фронту, що вторгся до Польщі наступного дня.

## Командувачі
- комдив, з 9 лютого 1939 року комкор Ремезов Ф. М. (28 липня 1938 — липень 1939);
- комдив Совєтніков І. Г. (липень — 16 вересня 1939).

## Військові формування у складі армійської групи

### На 21 вересня 1938 року
- 8-й стрілецький корпус:
  - 44-та стрілецька дивізія
  - 45-та стрілецька дивізія з Новоград-Волинським укріпрайоном
  - 81-ша стрілецька дивізія
- 15-й стрілецький корпус:
  - 60-та Кавказька стрілецька дивізія
  - 87-ма стрілецька дивізія
- 13-й стрілецький корпус
- 7-ма стрілецька дивізія
- 46-та стрілецька дивізія
- 62-га Туркестанська стрілецька дивізія
- 25-й танковий корпус
- Київський укріплений район
- Коростенський укріпрайон
- 58-ма стрілецька дивізія